# 믄타와이다람쥐
믄타와이다람쥐(Sundasciurus fraterculus)는 다람쥐과에 속하는 설치류의 일종이다. 인도네시아의 토착종으로 수마트라섬 서부 해안의 믄타와이 제도(시베루트, 시포라, 남파가이, 북파가이섬)에서만 발견된다.